# Nanny Lambrecht
Nanny Lambrecht (* 15. April 1868 in Kirchberg (Hunsrück) als Anna Lambrecht; † 1. Juni 1942 in Schönenberg (Ruppichteroth)) war eine deutsche Schriftstellerin, die im ersten Drittel des 20. Jahrhunderts rund 25 Romane und mehrere Bände mit Erzählungen veröffentlicht hat, darüber hinaus Schriften für die Jugend und ein Sachbuch. Viele ihrer Werke spielen im Hunsrück und der Eifel.

## Biographie
Ihre beiden älteren Schwestern waren in den USA zur Welt gekommen, wohin die Eltern noch im Jahr ihrer Heirat 1854 ausgewandert waren. Der Vater hatte das Handwerk des Schuhmachers gelernt und betrieb in Boston, Philadelphia, zusammen mit seinen Brüdern einen Lederhandel. Die Auswanderung der Lambrechts war nicht von Dauer, sie kehrten nach Kirchberg zurück, wo der Vater mit 52 Jahren verstarb und die Familie mittellos zurückließ.
Nanny Lambrecht besuchte ein Lehrerinnenseminar in Xanten am Niederrhein und absolvierte eine Ausbildung in Belgien, um Französisch zu lernen. Im Jahre 1889 wurde sie an der zweisprachigen Schule in Malmedy in der damaligen preußischen Rheinprovinz angestellt. Dreizehn Jahre lang übte sie dort den Beruf der Volksschullehrerin aus, der sie jedoch nicht befriedigte. Sie begann zu schreiben und ihre Erzählungen zu veröffentlichen. In Malmedy lernte sie ihre Lebensgefährtin, die Wallonin Fanny Bierens, kennen. Durch einige Äußerungen in Briefen, die auf eine Liebesbeziehung schließen lassen, kommt Susanne Hose zu dem Schluss, dass es sich „um mehr als eine Zweckgemeinschaft unverheirateter Frauen handelte.“ Gemeinsam verließen sie Malmedy und lebten ab 1904 in Aachen. Lambrecht etablierte sich als freie Schriftstellerin auf dem damals wachsenden katholischen Buch- und Zeitschriftenmarkt.
Nach dem Ersten Weltkrieg, den sie zunächst enthusiastisch begrüßt hatte, zog Lambrecht aus dem besetzten Aachen nach Bad Honnef, wo sie eine literarisch-musikalische Gesellschaft gründete. Sie veröffentlichte noch zahlreiche Romane und Erzählungen, zuletzt 1936 den Roman Anne-Brigitte, der einige Zugeständnisse an die nationalsozialistische Ideologie enthielt. Im selben Jahr hörte sie auf zu publizieren und zog sich mit Fanny Bierens nach Schönenberg an der Sieg zurück, wo sie 1942 starb.

## Werk
Nach dem Erscheinen ihrer Novellensammlung Was im Venn geschah … (1904) und dem Eifelroman Das Haus im Moor (1906) wurde Lambrecht von der Literaturkritik das Etikett „katholische Viebig“ verpasst, was sie als unangebracht und beleidigend empfand. Von Clara Viebigs ebenfalls in der Eifel spielendem Roman Das Weiberdorf ging das Gerücht, er sei von der katholischen Kirche indiziert worden, was allerdings nicht stimmt.
Lambrechts Roman Die Statuendame (1908) spielt in Malmedy und den umliegenden Dörfern der damaligen preußischen Wallonie. In diesem Werk thematisierte sie die Germanisierungsmaßnahmen der deutschen Reichsregierung gegenüber der wallonischen Minderheit. Zugleich behandelt sie Fragen der Frauenemanzipation.
An ihrem Hunsrück-Roman Armsünderin (1909) entzündete sich der latente „katholische Literaturstreit“ erneut. Dieser Literaturstreit bildete nur einen Teil einer größeren Kontroverse um die Stellung der Katholiken im protestantisch dominierten Deutschen Kaiserreich. Der Abdruck des Romans in der reformkatholisch orientierten Zeitschrift Hochland durch den Herausgeber Karl Muth erzürnte die konservativen Ultramontanen. In der Folge blieb Nanny Lambrecht der katholische Buchmarkt verschlossen.
Im Mittelpunkt des Romans Armsünderin, der in der Hunsrücker Siedlung Scheidbach spielt, steht eine junge Frau aus einer Familie von Kesselflickern, die vom Sohn eines wohlhabenden Bauern geschwängert wird und – von allen Dorfbewohnern abgewiesen – ihr uneheliches Kind in einem Steinbruch zur Welt bringt. Diese Thematik der „ledigen Mutter“ sowie Fragen der Geburtenregelung und Abtreibung (Notwehr. Der Roman der Ungeborenen, 1911) wurden zu Beginn des 20. Jahrhunderts fortdauernd diskutiert.
Engagement für die sozial Schwachen und das Eintreten für die Emanzipation der Frau ziehen sich durch alle Werke Lambrechts, die mit ihrer stark regionalen Ausrichtung und langen Dialekt-Passagen der literarischen Heimatkunstbewegung nahestand. Im Ersten Weltkrieg veröffentlichte sie mehrere Kriegsromane, in den zwanziger Jahren vor allem historische und Unterhaltungsromane.
Ab 2022 gibt der Germanist Manfred Moßmann ausgewählte Texte von Nanny Lambrecht in einer Reihe im Eifeler Literaturverlag heraus. Erschienen ist im Frühjahr 2022 die Kurzgeschichtensammlung "Die Gespensterbrücke" als Band 1 der "Wiederentdeckten Texte".

## Bibliografie
- Was im Venn geschah … Erzählungen aus der Eifel und der Wallonie (1904)
- Hausiererkinder. Erzählung (1905)
- Das Haus im Moor. Eifelroman (1906) (Digitalisat). Neuausgabe Hofenberg, Berlin 2019, ISBN 978-3-7437-3335-0
- Das Land der Nacht (1908)
- Die Statuendame! Roman einer Ehe und eines Volkes (1908)
- Allsünderdorf. Neue Novellen und Skizzen (1908) (Digitalisat)
- Armsünderin. Roman aus dem Hunsrück (1909) (Digitalisat)
- Die neue Mutter. Ein Frauenbuch (1909)
- Die Mädchen. Eine Schultragödie in vier Aufzügen (1910)
- Die Suchenden. Roman (1911) (Digitalisat)
- Bruder Mensch. Erzählungen aus dem Narrenschiff (1912) (Digitalisat)
- Notwehr. Der Roman der Ungeborenen (1912) (Digitalisat)
- Das Heiratsdorf. Roman aus dem belgischen Land (1913) (Digitalisat Band 1), (Digitalisat Band 2)
- Die tolle Herzogin. Roman (1913) (Digitalisat)
- Die eiserne Freude. Roman (1915) (Digitalisat)
- Die Fahne der Wallonen. Roman (1915) (Digitalisat)
- Der Gefangene von Belle-Jeanette (1916) (Digitalisat)
- Die Hölle. Erlebnisse. Roman (1916)
- Die Hollaprinzeß (1917), online
- Aus der Klappergasse. Erzählungen (1917), (Illustrierte Weltall-Bibliothek Bd. 11, Karlsruhe und Leipzig  1917) (Digitalisat)
- Das Lächeln der Susanna. Roman aus dem Hunsrück (1918) (Digitalisat)
- Vor dem Erwachen. Roman (1920) (Digitalisat)
- Der heimliche Gast. Roman (1920)
- Die Blonde, die Braune, die Schwarze. Ein Reiseroman aus besseren Tagen (1922)
- Die Kinder Kains. Roman (1922)
- Geschichten aus der Geschichte (1922)
- In zwölfter Stunde (1924)
- Der Raub auf der Königsburg (1926)
- Overstolz. Ein rheinischer Roman aus der Gegenwart (1927)
- Die Dame in Schwarz. Ein Ereignis am Luganosee (1929)
- Anne-Brigitte. Zeitroman (1936)